# Gare de Lathus
Gare de Lathus vasútállomás Franciaországban, Lathus-Saint-Rémy településen.

## Vasútvonalak
Az állomást az alábbi vasútvonalak érintik:
- Mignaloux - Nouaillé-Bersac-vasútvonal

## Kapcsolódó állomások
A vasútállomáshoz az alábbi állomások vannak a legközelebb:
- Gare de Montmorillon
- Gare du Dorat